# 백명지
백명지(白明智)는 대한민국의 KBS 대구방송총국 소속의 아나운서이다.

## 학력
- 경북대학교 심리학과 졸업

## 경력
- 1994년 : KBS 대구방송총국 편성제작국 소속 아나운서
- 2018년 4월 ~ 현재 : KBS 대구방송총국 편성제작국 아나운서 부장
- KBS 대구방송총국 아나운서 부장

## 진행

### 텔레비전
- 1997년 6시 내고향 - 대구 연결 리포터
- 2005년 KBS 1TV 대구 KBS 뉴스네트워크 대구·경북
- 2006년 ~ 2013년 : KBS 뉴스 대구·경북
- 2015년 ~ 2022년 : KBS 뉴스 대구·경북
- 2017년 ~ 2018년 : 아침마당 대구

### 라디오
- KBS대구 제1라디오 : 생생 매거진 오늘 제작